# Col·legi Pare Manyanet
El Col·legi Pare Manyanet és un centre educatiu situat al districte de les Corts de Barcelona. Pertany a la Congregació dels Fills de la Sagrada Família, orde religiós fundat per Sant Josep Manyanet i Vives l'any 1864 a Tremp.
L'Associació de Mares i Pares del Col·legi Pare Manyanet del districte de les Corts organitza cada any, des del 1997, la representació dels Pastorets, basada en l'obra de Josep Maria Folch i Torres. Els alumnes del centre escolar escenifiquen a l'auditori del col·legi una versió pròpia d'aquesta peça teatral. La singularitat que presenta és que és l'única representació juvenil que forma part de la Coordinadora de Pastorets de Catalunya.

## Banda de música
La Banda de Música del Col·legi Pare Manyanet es fundà el 1968, quan va fer el primer concert. Es va crear al col·legi amb la voluntat de promoure l'afecció per la música i de potenciar la formació integral dels alumnes. Cada curs s'hi incorporen aspirants nous que, després de formar-se musicalment, tenen opció d'integrar-s'hi com a instrumentistes. L'edat dels músics de la banda va de vuit anys a vint-i-cinc, i té una trentena de places.
Barcelona és la ciutat on més concerts ha fet, amb actuacions tan destacades com la de l'acte d'obertura dels Jocs Olímpics d'Estiu de 1992. L'any 1993, com a membre de la Federació Catalana de Societats Musicals, va organitzar la XII Trobada de Bandes de Música, en què participaren més de trenta associacions. Fora de Barcelona, ha actuat a altres indrets de Catalunya, i ha ofert concerts a la resta de la península. També ha participat en festivals del Regne Unit, França, Anglaterra, Alemanya, Suïssa i Àustria.
Per celebrar el vintè aniversari, la Banda de Música del Col·legi Pare Manyanet va oferir un concert a la basílica de Montserrat. Cinc anys després, amb motiu del vint-i-cinquè aniversari, va fer una actuació especial al monestir de Pedralbes, enregistrada en un disc. Se'n destaquen també les dues actuacions fetes al Palau de la Generalitat de Catalunya.
Aquesta institució musical té una relació especial amb la ciutat de Roma. L'any 1971 hi va viatjar per primera vegada per ser rebuda pel papa Pau VI i actuar a la basílica de Sant Pere. La segona visita fou el 1984, quan va acompanyar el pelegrinatge al Vaticà amb motiu de la beatificació de Josep Manyanet, el fundador de la congregació dels Fills de la Sagrada Família, a qui va dedicat el col·legi. L'any 2001, la banda va ser rebuda pel papa Joan Pau II i va oferir dos concerts: un a la plaça de Sant Pere del Vaticà i un altre al panteó d'Agripa de Roma.